# Heikki Kovalainen
Heikki Kovalainen, finski dirkač Formule 1, * 19. oktober 1981, Suomussalmi, Finska.
Kovalainen je bil član programa za razvoj dirkačev (RDD), ki ga organizira Renault od leta 2002 (F1). V sezoni 2007 Formule 1 je dirkal za moštvo Renault skupaj z Italijanom Giancarlom Fisichello. Po nekoliko slabšem začetku se je v drugem delu sezone vidneje izboljša in na dežni dirki za Veliko nagrado Japonske je z drugim mestom dosegel daleč najboljši rezultat kariere. Skupno je dosegel trideset točk in zasedel sedmo mesto v dirkaškem prvenstvu. Za sezono 2008 je podpisal pogodbo za McLaren-Mercedes. V ekipi je zapolnil prost dirkaški sedež po odhodu Alonsa v Renault.

## Dirkaški rezultati

### Pregled rezultatov
| Sezona | Serija                             | Moštvo                     | Dirke         | Pole          | Zmage         | Toč           | Prv           |
| ------ | ---------------------------------- | -------------------------- | ------------- | ------------- | ------------- | ------------- | ------------- |
| 1999   | Svetovno prvenstvo Formule Super A | Tony Kart/Vortex/BS        |               |               |               | ?             | 17.           |
| 1999   | Finska Formula A                   |                            |               |               |               | ?             | 2.            |
| 2000   | Svetovno prvenstvo Formule Super A | Tony Kart/Vortex/BS        |               |               |               | ?             | 3.            |
| 2000   | Evropska Formula Super A           |                            |               |               |               | 39            | 4.            |
| 2000   | Nordijska Formula A                |                            |               |               |               | ?             | 1.            |
| 2000   | Finska Formula A                   |                            |               |               |               | ?             | 2.            |
| 2000   | Paris-Bercy Elf Masters            |                            |               |               |               | ?             | 1.            |
| 2001   | Britanska Formula Renault          | Fortec Motorsport          | 13            | 2             | 2             | 243           | 4.            |
| 2001   | Formula 3: Velika nagrada Macaa    | Fortec Motorsport          | 1             | 0             | 0             | ?             | 8.            |
| 2002   | Britanska Formula 3                | Fortec Motorsport          | 26            | 2             | 5             | 257           | 3.            |
| 2002   | Formula 3: Velika nagrada Macaa    | Fortec Motorsport          | 1             | 0             | 0             | ?             | 2.            |
| 2003   | World Series by Nissan             | Gabord Competicion         | 18            | 3             | 1             | 134           | 2.            |
| 2004   | World Series by Nissan             | Pons Racing                | 18            | 10            | 6             | 176           | 1.            |
| 2005   | GP2                                | Arden International        | 23            | 2             | 5             | 105           | 2.            |
| 2006   | Formula 1                          | Mild Seven Renault F1 Team | Testni dirkač | Testni dirkač | Testni dirkač | Testni dirkač | Testni dirkač |
| 2007   | Formula 1                          | ING Renault F1 Team        | 17            | 0             | 0             | 30            | 7.            |
| 2008   | Formula 1                          | Vodafone McLaren Mercedes  | 18            | 1             | 1             | 53            | 7.            |
| 2009   | Formula 1                          | Vodafone McLaren Mercedes  | 17            | 0             | 0             | 22            | 12.           |
| 2010   | Formula 1                          | Lotus Racing               | 19            | 0             | 0             | 0             | 20.           |
| 2011   | Formula 1                          | Lotus Racing               | 19            | 0             | 0             | 0             | 22.           |
| 2012   | Formula 1                          | Caterham F1                | 20            | 0             | 0             | 0             | 22.           |
| 2013   | Formula 1                          | Lotus F1 Team              | 2             | 0             | 0             | 0             | 21.           |

### GP2
(legenda) (odebeljene dirke pomenijo najboljši štartni položaj, poševne najhitrejši krog
| Leto | Moštvo              | 1         | 2         | 3         | 4           | 5         | 6         | 7           | 8         | 9         | 10        | 11        | 12        | 13        | 14        | 15        | 16         | 17        | 18        | 19        | 20         | 21        | 22        | 23          | DC | Toč |
| ---- | ------------------- | --------- | --------- | --------- | ----------- | --------- | --------- | ----------- | --------- | --------- | --------- | --------- | --------- | --------- | --------- | --------- | ---------- | --------- | --------- | --------- | ---------- | --------- | --------- | ----------- | -- | --- |
| 2005 | Arden International | SMR FEA 1 | SMR SPR 3 | ESP FEA 3 | ESP SPR Ret | MON FEA 5 | EUR FEA 1 | EUR SPR Ret | FRA FEA 1 | FRA SPR 3 | GBR FEA 2 | GBR SPR 3 | GER FEA 5 | GER SPR 6 | HUN FEA 2 | HUN SPR 5 | TUR FEA 10 | TUR SPR 1 | ITA FEA 1 | ITA SPR 5 | BEL FEA 15 | BEL SPR 9 | BHR FEA 3 | BHR SPR Ret | 2. | 105 |

### Formula 1
(legenda) (odebeljene dirke pomenijo najboljši štartni položaj, poševne pa najhitrejši krog, †-uvrščen kljub odstopu)
| Leto | Moštvo                    | Šasija         | Motor                   | 1       | 2       | 3      | 4       | 5       | 6       | 7       | 8      | 9      | 10     | 11      | 12     | 13     | 14     | 15     | 16      | 17      | 18     | 19     | 20     | Prv | Toč |
| ---- | ------------------------- | -------------- | ----------------------- | ------- | ------- | ------ | ------- | ------- | ------- | ------- | ------ | ------ | ------ | ------- | ------ | ------ | ------ | ------ | ------- | ------- | ------ | ------ | ------ | --- | --- |
| 2007 | ING Renault F1 Team       | Renault R27    | Renault RS27 2.4 V8     | AVS 10  | MAL 8   | BAH 9  | ŠPA 7   | MON 13  | KAN 4   | ZDA 5   | FRA 15 | VB 7   | EU 8   | MAD 8   | TUR 6  | ITA 7  | BEL 8  | JAP 2  | KIT 9   | BRA Ret |        |        |        | 7.  | 30  |
| 2008 | Vodafone McLaren Mercedes | McLaren MP4-23 | Mercedes FO 108V 2.4 V8 | AVS 5   | MAL 3   | BAH 5  | ŠPA Ret | TUR 12  | MON 8   | KAN 9   | FRA 4  | VB 5   | NEM 5  | MAD 1   | EU 4   | BEL 10 | ITA 2  | SIN 10 | JAP Ret | KIT Ret | BRA 7  |        |        | 7.  | 53  |
| 2009 | Vodafone McLaren Mercedes | McLaren MP4-24 | Mercedes FO 108W 2.4 V8 | AVS Ret | MAL Ret | KIT 5  | BAH 12  | ŠPA Ret | MON Ret | TUR 14  | VB Ret | NEM 8  | MAD 5  | EU 4    | BEL 6  | ITA 6  | SIN 7  | JAP 11 | BRA 12  | ABU 11  |        |        |        | 12. | 22  |
| 2010 | Lotus Racing              | Lotus T127     | Cosworth CA2010 2.4 V8  | BAH 15  | AVS 13  | MAL NC | KIT 14  | ŠPA DNS | MON Ret | TUR Ret | KAN 16 | EU Ret | VB 17  | NEM Ret | MAD 14 | BEL 16 | ITA 18 | SIN 16 | JAP 12  | KOR 13  | BRA 18 | ABU 17 |        | 20. | 0   |
| 2011 | Team Lotus                | Lotus T128     | Renault RS27 2.4 V8     | AVS Ret | MAL 15  | KIT 16 | TUR 19  | ŠPA Ret | MON 14  | KAN Ret | EU 19  | VB Ret | NEM 16 | MAD Ret | BEL 15 | ITA 13 | SIN 16 | JAP 18 | KOR 14  | IND 14  | ABU 17 | BRA 16 |        | 22. | 0   |
| 2012 | Caterham F1 Team          | Caterham CT01  | Renault RS27-2012 V8    | AVS Ret | MAL 18  | KIT 23 | BAH 17  | ŠPA 16  | MON 13  | KAN 18  | EU 14  | VB 17  | NEM 19 | MAD 17  | BEL 17 | ITA 14 | SIN 15 | JAP 15 | KOR 17  | IND 18  | ABU 13 | ZDA 18 | BRA 14 | 22. | 0   |
| 2013 | Caterham F1 Team          | Caterham CT03  | Renault RS27-2013 V8    | AVS     | MAL     | KIT    | BAH TD  | ŠPA TD  | MON     | KAN     | VB     | NEM    | MAD    | BEL TD  | ITA TD | SIN    | KOR    | JAP TD | IND     | ABU TD  |        |        |        | 21. | 0   |
| 2013 | Lotus F1 Team             | Lotus E21      | Renault RS27-2013 V8    |         |         |        |         |         |         |         |        |        |        |         |        |        |        |        |         |         | ZDA 14 | BRA 14 |        | 21. | 0   |